# リーガ・メヒカーナ・デ・ソフトボル
リーガ・メヒカーナ・デ・ソフトボル（西: Liga Mexicana de Softbol、略称: LMS）は、メキシコにおける女子ソフトボールのプロリーグである。

## 歴史
メキシコ野球リーグ（LMB）の支援の下、2024年にメキシコ初の女子ソフトボールのプロリーグとなるリーガ・メヒカーナ・デ・ソフトボルが創設。LMBから、エル・アギラ・デ・ベラクルス、オルメカス・デ・タバスコ、スルタネス・デ・モンテレイ、チャロス・デ・ハリスコ、ディアブロス・ロホス・デル・メヒコ、ブラボス・デ・レオンの6チームが参入した。スタジアムはLMBの各チームの施設を共用する。
2023年12月7日に初年度のドラフト会議がメキシコシティのエスタディオ・アルフレド・ハルプ・ヘルーで開催され、北京オリンピック・ベネズエラ代表のユルビー・アリカルト（チャロス・デ・ハリスコ）、東京オリンピック・メキシコ代表のステファニア・アラディージャス（ディアブロス・ロホス・フェメニル）など、6チームから計120人の選手が指名された。全体1位指名はキューバ代表捕手のロサンヘラ・ハルディネス（Rosángela Jardines、オルメカス・デ・タバスコ）、投手全体1位はキューバ代表エースのジリアン・トルネス（エル・アギラ・デ・ベラクルス）であった。
初年度シーズンは2024年1月25日に開幕。レギュラーシーズンは、各チームが毎週4試合の計24試合を戦う。上位4チームがプレーオフ（セリエ・デ・カンペオナート）に進出し、さらにプレーオフを勝ち上がった2チームがファイナルシリーズに進出する。ファイナルシリーズは、LMBファイナルシリーズの名称であるセリエ・デル・レイ（キングシリーズ）にちなみ、セリエ・デ・ラ・レイナ（クイーンシリーズ）と呼ばれる。プレーオフ、セリエ・デ・ラ・レイナは、ともに5戦3勝制で実施される。スルタネス・フェメニルとのセリエ・デ・ラ・レイナを3勝1敗で制したチャロス・デ・ハリスコが初代チャンピオンとなった。
2シーズン目の2025年は、アルゴドネラス・デル・ウニオン・ラグーナとナランヘロス・ソフトボル・フェメニルが新たに加わり8チームとなった。初の日本人選手として元ソフトボール日本代表の江口未来子がチャロス・デ・ハリスコに入団した。

## 参加チーム
2025年1月現在
| チーム名                                                              | 創設年 | 参加年 | 都市                       | スタジアム                                     | 収容人数 | 備考      |
| --------------------------------------------------------------------- | ------ | ------ | -------------------------- | ---------------------------------------------- | -------- | --------- |
| アルゴドネラス・デル・ウニオン・ラグーナ Algodoneras del Unión Laguna | 1940   | 2025   | コアウイラ州トレオン       | レボルシオン                                   | 7,689人  | [ 注 5 ]  |
| エル・アギラ・デ・ベラクルス El Águila de Veracruz                    | 1903   | 2024   | ベラクルス州ベラクルス     | ウニベルシタリオ・ベト・アビラ                 | 7,789人  | [ 注 6 ]  |
| オルメカス・デ・タバスコ Olmecas de Tabasco                           | 1975   | 2024   | タバスコ州ビヤエルモサ     | センテナリオ・ベインティシエテ・デ・フェブレロ | 8,500人  | [ 注 7 ]  |
| スルタネス・フェメニル Sultanes Femenil                               | 1939   | 2024   | ヌエボ・レオン州モンテレイ | モンテレイ                                     | 21,906人 | [ 注 8 ]  |
| チャロス・デ・ハリスコ Charros de Jalisco                             | 1949   | 2024   | ハリスコ州グアダラハラ     | パナメリカーノ                                 | 16,500人 | [ 注 9 ]  |
| ディアブロス・ロホス・フェメニル Diablos Rojos Femenil                | 1940   | 2024   | メキシコシティ             | アルフレド・ハルプ・ヘルー                     | 20,576人 | [ 注 10 ] |
| ナランヘロス・ソフトボル・フェメニル Naranjeros Softbol Femenil       | 1945   | 2025   | ソノラ州エルモシージョ     | フェルナンド・バレンスエラ                     | 16,000人 | [ 注 11 ] |
| ブラバス・デ・レオン Bravas de León                                   | 1978   | 2024   | グアナフアト州レオン       | ドミンゴ・サンタナ                             | 6,500人  | [ 注 12 ] |

## 歴代優勝チーム
- 2024 - チャロス・デ・ハリスコ
- 2025 - ディアブロス・ロホス・フェメニル